# کوین دیردن
کوین دیردن (انگلیسی: Kevin Dearden؛ زادهٔ ۸ مارس ۱۹۷۰) بازیکن فوتبال اهل بریتانیا است.
از باشگاه‌هایی که در آن بازی کرده‌است می‌توان به باشگاه فوتبال پورتسموث، باشگاه فوتبال کمبریج یونایتد، باشگاه فوتبال پیتربورو یونایتد، باشگاه فوتبال سوئیندون تاون، باشگاه فوتبال هال سیتی، باشگاه فوتبال هارتل پول یونایتد، باشگاه فوتبال بارنت، باشگاه فوتبال تورکی یونایتد، باشگاه فوتبال تاتنهام هاتسپر، باشگاه فوتبال آکسفورد یونایتد، باشگاه فوتبال روچدیل، باشگاه فوتبال بیرمنگام سیتی، باشگاه فوتبال برنتفورد، باشگاه فوتبال هادرزفیلد تاون و باشگاه فوتبال ورکسام اشاره کرد.